# 변영봉
변영봉 (1994년 3월 19일~ )은 대한민국의 스타크래프트 II 프로게이머이다. 아이디는 Hush이며 종족은 프로토스이다. 이전 아이디는 Bong이다.

## 주요 경력
- 2011년 제63회 스타크래프트 준프로게이머 선발전 입상
- 2014년 2014 WCS 코리아 시즌 3 핫식스 글로벌 스타크래프트 II 리그 코드 S 32강
- 2016년 2016 핫식스 글로벌 스타크래프트 II 리그 시즌 1 코드 A 60강
- 2016년 2016 스타크래프트 II 스타리그 시즌2 챌린지 24강
- 2016년 2016 핫식스 글로벌 스타크래프트 II 리그 시즌 2 코드 A 48강
- 2017년 GSL Super Tournament 시즌 1 8강
- 2017년 2017 핫식스 글로벌 스타크래프트 II 리그 시즌 3 코드 S 32강